# Senoia
Senoia – miasto w Stanach Zjednoczonych, w stanie Georgia, w hrabstwie Coweta.